# Pierre Auger
Pour les articles homonymes, voir Pierre Auger (homonymie) et Auger.
Pierre-Victor Auger est un physicien français, né le 14 mai 1899 à Paris 5e et mort le 24 décembre 1993 à Paris 14e.
Il se consacre à la physique atomique, la physique nucléaire et aux rayons cosmiques. En 1923, il met en évidence un effet qui porte désormais son nom, « l’effet Auger » encore appelé « l’électron Auger ».

## Biographie
Élève à l’École normale supérieure et à la faculté des sciences de l'université de Paris de 1919 à 1922, il est lauréat du concours d'agrégation de physique en 1922, et rejoint ensuite le laboratoire de chimie-physique de la faculté des sciences de l'université de Paris, dirigé par Jean Perrin, pour y travailler sur l'effet photoélectrique composé. Il obtient en 1926 devant la faculté des sciences de Paris le doctorat ès sciences physiques. En 1927, il est nommé assistant à la faculté des sciences de Paris ainsi que chef de service adjoint à l'Institut de biologie physico-chimique. Nommé chef de travaux à la faculté en 1934 et secrétaire général des tables annuelles des constantes en 1936, il est nommé maître de conférences de physique à la faculté le premier novembre 1937 (arrêté du 17 novembre 1937, maîtrise déléguée à l'École normale supérieure et précédemment occupée par Georges Bruhat) et chargé jusqu'en 1940 du cours sur les bases expérimentales de la théorie des quanta au sein de la chaire de physique théorique et physique céleste dont Georges Bruhat vient de devenir titulaire à la suite du transfert d'Eugène Bloch à la chaire de physique déléguée à l'École normale supérieure rendue vacante par le départ à la retraite d'Henri Abraham. Il est également directeur-adjoint du laboratoire de chimie-physique. 
En 1941, Pierre Auger est associé de recherche à l'université de Chicago, où il travaille sur les rayons cosmiques, puis, de 1942 à 1944 il est chef du service de physique des laboratoires anglo-canadiens de recherches de guerre sur l'énergie atomique à Montréal. Alfred Kastler est alors chargé de sa suppléance pour le service de la maîtrise de conférences de physique de l'École normale supérieure. 
Le 11 juillet 1944, dans une arrière-salle du consulat français d’Ottawa, Pierre Auger, Jules Guéron et Bertrand Goldschmidt informent le général de Gaulle du programme nucléaire secret des Américains, le Projet Manhattan, et des perspectives ouvertes par la fission nucléaire.
À la Libération, il est nommé directeur de l’Enseignement supérieur de 1945 à 1948, ce qui lui permet d'introduire la première chaire de génétique à la Sorbonne, confiée à Boris Ephrussi. Il est ensuite nommé professeur titulaire de la nouvelle chaire de physique quantique et relativité à la faculté des sciences de l'université de Paris.
Le « processus Auger », par lequel les électrons Auger sont émis par les atomes, porte son nom, bien qu'une discussion ait eu lieu, pour une éventuelle antériorité de découverte par Lise Meitner la même année. Une analyse des contributions respectives des deux chercheurs conduit cependant à confirmer l'attribution du phénomène à Pierre Auger,.
En 1953, il intègre le conseil culturel du cercle culturel de l'abbaye de Royaumont.
Scientifique brillant et éclectique, il contribua au développement des grandes institutions nationale (CEA avec Frédéric Joliot et Francis Perrin) et internationales telles que le CERN, le CNES, le CIC (Centre International de Calcul) ou l'UNESCO
En 1959, il est nommé président du Comité de la Recherche Spatiale, puis, en 1962, le premier président du CNES et le premier directeur général du Conseil européen de recherches spatiales, (ancêtre de l'Agence spatiale européenne), organisme qu'il dirigera de 1962 à 1967.
De 1948 à 1959, il dirige à l'UNESCO le département des sciences exactes et naturelles.
Il est élu membre de l'Académie des sciences en 1977.
Entre 1969 et 1986, il anime une émission de vulgarisation scientifique exigeante le vendredi soir sur France Culture, intitulée Les Grandes Avenues de la science moderne.
Le plus grand détecteur de rayons cosmiques du monde porte son nom : l'observatoire Pierre-Auger inauguré en 2008 en Argentine.
Il est l'auteur de deux ouvrages de philosophie scientifique :
L'Homme microscopique, publié en 1966 chez Flammarion, et Dialogues avec moi-même, publié en 1987 chez Albin Michel.
Pierre Auger est aussi sculpteur et poète, il a écrit deux recueils de poèmes : De ça De là et Lucarnes, publiés à La Pensée universelle.
Il est enterré au cimetière de Clairefontaine-en-Yvelines aux côtés de son épouse Suzanne décédée en 1988 à 91 ans.

## Famille
Il était le fils du professeur de chimie Victor Auger (1864-1949) et d'Eugénie Blanchet.
Il a épousé Suzanne Motteau le 7 juillet 1921, avec laquelle il a eu deux filles, Mariette et Catherine.
Son frère, Daniel Auger (1900 - 1940) était  un biologiste français, spécialiste en électrophysiologie. Élève du physiologiste Louis Lapicque, Il a dirigé le laboratoire d'électrophysiologie de l'IBPC de 934 à 1939.
Sa sœur, Colette Auger (1904-1997), avait épousé le physicien Francis Perrin (1901-1992), fils de son maître Jean Perrin (1870-1942, prix Nobel de physique en 1926)
Son autre sœur, Simone Auger, avait épousé André Pagès, le fils de l'historien Georges Pagès. Leur fils est l'historien de l'art Olivier Pagès.

## Parcours
- Assistant (1927), chef de travaux (1932) puis professeur de physique (1937-1969) à la Faculté des sciences de Paris
- Fondateur et directeur du service de documentation du CNRS (1939-1941)
- Chargé de recherches à l'Université de Chicago (1941-1942)
- Membre de l'organisation franco-anglo-canadienne pour l'énergie atomique (1942-1944)
- Directeur de l'enseignement supérieur (1945-1948)
- Membre de la commission de l'Energie atomique (1945-1948)
- Directeur du département des sciences à l'Unesco (1948-1959)
- Directeur du service de physique cosmique du CNRS (1959-1962)
- Membre du Conseil supérieur de la recherche scientifique et du progrès technique (1945-1948)
- Président du comité des recherches spatiales (1959)
- Président du CNES (1961-1962)
- Directeur général du Conseil européen de recherches spatiales (ESRO, 1964-1967)
- Membre de l'Académie des sciences (1977)[3]
- Membre de l'Académie des sciences de Bohême, de la SFP, de la Société royale des arts (Londres)
- Membre de l'Académie internationale d'astronautique
- Vice-président de l'Association des écrivains scientifiques français
- Membre du Conseil supérieur de la RTF (1959)
- Membre du Comité consultatif des Nations unies pour l'application des sciences et des techniques au développement (1964)
- Membre (1965) puis vice-président (1969) du comité des programmes de radiodiffusion de l'ORTF
- Membre du Haut-Comité de la langue française (1966)

## Distinctions
- Grand-croix de la Légion d'honneur, le 31 décembre 1989
- Commandeur des Palmes académiques, le 2 juillet 1956
- Prix Louis Ancel en 1926[8]
- Prix international Feltrinelli (1961)
- Prix des trois physiciens (1967)
- Prix Kalinga (1972)
- Prix Gaede-Langmuir (1978)

## Publications
- L'effet photoélectrique composé, Paris, Masson, 1926.
- La répartition dans l'espace des directions d'émission des photoélectrons, avec Francis Perrin, Paris, Journal de physique, 1927.
- Durées de fluorescence des sels d'uranyle solides et de leurs solutions, avec R. Delorme et Francis Perrin, Paris, Journal de physique, 1929.
- L'effet photoélectrique des rayons X dans les gaz, conférence faite au Conservatoire national des arts et métiers, Paris,  Librairie scientifique Hermann, 1931.
- Les bases expérimentales immédiates de la théorie des quanta, avec Edmond Bauer, Louis de Broglie et Marcel Courtines, Paris, Hermann, 1933.
- Données numériques de spectroscopie : Spectres d' émission. Spectres d'absorption. Electro-magnéto-optique. Diffusion de la lumière, avec L. Bruninghaus, V. Henri et F. Wolfers, Paris, Gauthier-Villars, 1934.
- Les Rayons cosmiques, Paris, Hermann, 1937.
- Elasticité, compressibilité, dilatation, avec Sture Koch, T.W.J. Taylor et D.G. Dervichian, Oxford, Hermann, 1937.
- Nuclear physics, natural radioactivity, transmutations Volume XI (years 1931-1936). Sections 44-45, avec Irène Joliot-Curie, Paris, Hermann, 1938.
- Le progrès scientifique dans le monde actuel, Paris, Palais de la Découverte, 1950.
- L'homme microscopique : essai de monadologie, Paris, Flammarion, 1952.
- L'homme devant la science, texte des conférences et des entretiens organisés par les Rencontres internationales de Genève,  avec Gaston Bachelard et Erwin Schrödinger, Neuchâtel, Editions de La Baconnière, 1952.
- L'Unesco et le développement de la recherche dans le domaine des sciences exactes et naturelles, Paris, Unesco, 1955.
- Les radioisotopes au service de l'homme, préface par Pierre Auger, 1958.
- Encyclopédie internationale des sciences et des techniques, 10 volumes plus un index, avec Mirko Grmek, Paris, Presses de la Cité, 1959-1973.
- Tendances actuelles de la recherche scientifique : étude sur les tendances principales de la recherche dans le domaine des sciences exactes et naturelles, la diffusion des connaissances scientifiques et leur application à des fins pacifiques, Paris,  UNESCO, 1961.
- Recherche et chercheurs scientifiques, avec Yvan de Hemptinne, Paris, Presses universitaires de France, 1964.
- La science contemporaine Volume II, Le XXe siècle, avec Georges Allard et Edmond Bauer, sous la direction de René Taton, Paris, Presses universitaires de France, 1964.
- Science and Synthesis, an International Colloquium organized by Unesco on the Tenth Anniversary of the death of Albert Einstein and Pierre Teilhard de Chardin, avec René Maheu, Ferdinand Gonseth et Robert Oppenheimer, Cham, Springer International Publishing, 1965.
- Notice sur les titres et travaux de Pierre Auger, 1970.
- Observation de nouveaux noyaux **(37)Si, **(40)P, **(41)S et **(42)S produits par des réactions très inélastiques induites par **(40)Ar sur **(238)U, 1979.
- De ça, de là, 1980.
- Dialogues avec moi-même, Paris, Albin Michel, 1987.
- Lucarnes, 1989.
- Hiérarchies et échelles en écologie, 1992.